# Artur Diocleciano de Oliveira
Artur Diocleciano de Oliveira (Florianópolis, 3 de fevereiro de 1866 — Rio de Janeiro, 3 de janeiro de 1920) foi um militar e político brasileiro.
Filho de Manuel José de Oliveira e de Mariana Amália da Fonseca Oliveira.
Foi um dos membros da Junta governativa catarinense de 1891. Foi reformado em 1893 como general-de-brigada.